# Hugo de Lincoln
Hugo de Avalon o Hugo de Borgoña De Hughes, más conocido como San Hugo, obispo de Lincoln (en inglés, Saint Hugh of Lincoln; 1135/1140-Londres, 16 de noviembre de 1200), fue un santo inglés, monje cartujo. Es el santo inglés más conocido después de Tomás Becket. Hugo es el único santo que en vida se encargó de supervisar la construcción de una catedral gótica, la catedral de Lincoln.

## Biografía
Monje de la Gran Cartuja, fue consagrado obispo de Lincoln en 1186. Fue canonizado por el papa Honorio III en 1220, y es el santo patrón de los niños enfermos, personas enfermas y los cisnes, siendo su emblema esta ave. Esto es porque él amaba a todos los animales del jardín del monasterio de Stow donde profesó, especialmente un cisne salvaje que se hizo su amigo, comiendo de su mano y acompañándole, pero atacando a todo el que intentara acercarse a Hugo.
Ochenta años después de la muerte de San Hugo de Lincoln se observó sangre fresca cuando se separó la cabeza del cuello para realizar una reliquia, considerandose por lo tanto cadáver incorrupto.